# 海戰指揮部
海戰指揮部（德語：Seekriegsleitung，常縮寫為「SKL」) 是德意志帝国海军於第一次世界大戰末期統一三大機關——「海軍參謀本部」、「國家海軍辦公廳」和「海軍內閣」設置的參謀部，負責統一指揮執行作戰。
第二次世界大戰時，納粹德國海軍也以此作為海軍的參謀機關，而「海戰指揮部長」職位有所異動，在1944年之前由海軍總司令兼任，之後則由該部的參謀長成為海戰部長。

## 人事
海戰指揮部長（Chef der Seekriegsleitung）
- 萊因哈特·舍爾上將：1918年8月28日至1918年11月14日（同時兼任海軍總參謀長）
- 埃里希·雷德爾元帥：1937年4月1日至1943年1月30日
- 卡爾·鄧尼茲元帥：1943年1月31日至1944年5月1日
- 威廉·邁塞爾上将：1944年5月1日至1945年7月22日

海戰指揮部參謀長（Chef des Stabes der Seekriegsleitung）
註：自1944年5月1日起參謀長直接轉任為部長
- 君特·古斯（德语：Günther Guse）中將：1937年4月1日至1938年10月31日
- 奧托·施尼溫德（德语：Otto Schniewind）中将：1938年10月至1941年6月12日
- 庫爾特·弗里克（德语：Kurt Fricke）上将：1941年6月13日至1943年2月20日
- 威廉·邁塞爾中将：1943年2月20日至1944年4月30日

海戰指揮部駐陸軍總司令處聯絡官（Marineverbindungsoffizier der Skl zum Oberbefehlshaber des Heeres）
- 腓特烈·胡夫梅爾中校（Friedrich Hüffmeier）：1939年8月26日至1939年9月12日
- 漢斯·馮·達維德森少校（Hans von Davidson）：1939年9月13日至1939年10月
- 奧托·洛伊克上校（Otto Loycke）：1939年10月至1940年7月
- 阿爾弗雷德·舒爾茲-海因里希中校（Alfred Schulze-Hinrichs）：1940年7月至1940年11月
- 奧托·洛伊克上校：1940年11月至1941年11月
- 康拉德·魏格羅德上校（Konrad Weygold）：1941年11月至1944年4月
- 海因里希·羅爾曼上校（Heinrich Rollmann）：1944年4月至1944年5月
- 諾伯特·馮·巴巴克上校（Norbert von Baumbach）：1944年5月至1944年8月（全權代表）
- 海因茲-迪特里希·馮·康拉德夫上校（Heinz-Dietrich von Conrady）：1944年8月至1945年5月

海戰指揮部駐空軍總司令處聯絡官（Marineverbindungsoffizier der Skl zum Oberbefehlshaber der Luftwaffe）
- 威廉·默塞爾（德语：Wilhelm Mössel）少將：1939年8月26日至1945年5月11日